# RS-737
Pour les articles homonymes, voir Route 737.
La RS-737 est une route locale du Sud-Est de l'État du Rio Grande do Sul reliant la municipalité d'Arroio do Padre à la BR-116. Elle dessert les communes d'Arroio do Padre et de Pelotas et est longue de 28 km.